# Masenkotvaré
Masenkotvaré (Hypocreales) je řád vřeckovýtrusných hub ze třídy Sordariomycetes.

## Charakteristika
Převažující formou masenkotvarých hub je hyfální anamorfa, nepohlavní rozmnožování typicky zprostředkovávají enteroblastické konidie, jež vznikají na jednoduchých či větvených konidioforech. Konidiofory se někdy sdružují v konidiomata známá jako sporodochia či koremie. Plodnice jsou zejména typu perithecium, zřídkavěji kleistothecium (masité). Vyrůstají askohymeniálně, základ plodnice je tedy určen místem oplození. Perithecia se typicky, nikoli však výhradně lokalizují ve stromatu. Živě zbarvené mohou být jak plodnice, tak stromata, která někdy imitují vzhled plodnic stopkovýtrusých hub. Vřecka jsou válcovitá až vejčitá, jednovrstevná a bez víčka, askospory se z nich protlačují přes apikální aparát. Askospory bývají vícebuněčné a oproti kanonickému počtu osmi kusů někdy pomnožené.
Do řádu masenkotvarých se k roku 2024 řadí následující čeledi (abecedně): Acremoniopsidaceae, Albomorchellophilaceae, Bionectriaceae, Calcarisporiaceae, Chrysonectriaceae, Clavicipitaceae, Cocoonihabitaceae, Cordycipitaceae, Cylindriaceae, Flammocladiellaceae, Hypocreaceae, Ijuhyaceae, Myrotheciomycetaceae, Nectriaceae, Neoacremoniaceae, Niessliaceae, Nothoacremoniaceae, Ophiocordycipitaceae, Polycephalomycetaceae, Pseudodiploosporaceae, Pseudoniessliaceae, Sarocladiaceae, Sedecimiellaceae, Stachybotryaceae, Stromatonectriaceae, Tilachlidiaceae, Valsonectriaceae, Xenoacrodontiaceae, Xanthonectriaceae. Nejsou zahrnuty rody incertae sedis.

## Ekologie a vybraní zástupci
Řád masenkotvarých zahrnuje saprotrofy, zejména na dřevě a někdy např. i na trusu, stejně jako parazity rostlin, živočichů i jiných hub. Z běžných saprotrofů na dřevě a opadu lze zmínit zejména některé masenky (Hypocrea), jako je masenka rezavá (H. rufa), citronová (H. citrina) či rosolovitá (H. gelatinosa), jež vytvářejí polštářovitá stromata. Rodové jméno Trichoderma označuje odlišně vyhlížející anamorfu rodu Hypocrea. Ve střední Evropě je dále velmi hojná např. rážovka rumělková (Nectria cinnabarina), jež vyrůstá na odumírajících a spadlých větvičkách a na větvích listnatých stromů.
Na plodnicích jiných hub parazituje rod Hypomyces, z jeho zástupců lze jmenovat například nedohub zlatovýtrusý (H. chrysospermus). Jeho častější anamorfní stádium se označuje jako prašnivka zlatožlutá (Sepedonium chrysospermum), známá mj. z plodnic hřibovitých hub, kde vytváří bělavé a v pozdějších stádiích žluté povlaky. Na plodnicích jelenek rodu Elaphomyces vyrůstá housenice cizopasná (Elaphocordyceps ophioglossoides). Z některých ekonomicky významných parazitů rostlin lze jmenovat zástupce rodů Giberella či Nectria, přičemž N. galligena představuje původce nektriové rakoviny dřevin. Za pro člověka nejvýznamnějšího rostlinného parazita lze označit paličkovici nachovou (Claviceps purpurea). Její sklerocia neboli námel znehodnocují klasy obilnin, při jejich zpracování hrozí vážné patologické projevy, tzv. ergotismus. Mezi parazity bezobratlých se etablují rody Ophiocordyceps, resp. Cordyceps, jejichž zástupci mohou se svými hostiteli účelně manipulovat či je „mumifikovat“. Například mravenci infikovaní Ophiocordyceps unilateralis opouštěji mraveniště, zakousnou se do spodní strany listů stromů či keřů, kde nakonec ukotvení myceliem i umírají. Z hlavy mravence se následně vyvine houbové stroma, které prostřednictvím askospor kontaminuje prostředí pod sebou.
Z parazitů býložravého hmyzu se zřejmě odvozují travní endofytní houby, zastoupené zejména rodem Epichloë. Ty kolonizují rostlinná pletiva a výměnou produkují metabolity, které rostlinu chrání před okusem býložravci. Do nových generací hostitele se navíc umí přenášet vertikálně, tj. prostřednictvím semen.
Masenkotvaré houby mají pro člověka význam zejména jako zdroje aktivních látek, například námelových alkaloidů, rostlinných hormonů giberelinů z Gibberella fujikuroi aj. Z druhu Tolypocladium inflatum byl poprvé izolován cyklosporin A, jenž se využívá jako imunosupresivum. V tradiční čínské medicíně jsou vysoce poptávané mumifikované housenky napadené housenicí čínskou (Ophiocordyceps sinensis), houbě však kvůli tlaku lidských sběračů hrozí vyhynutí.

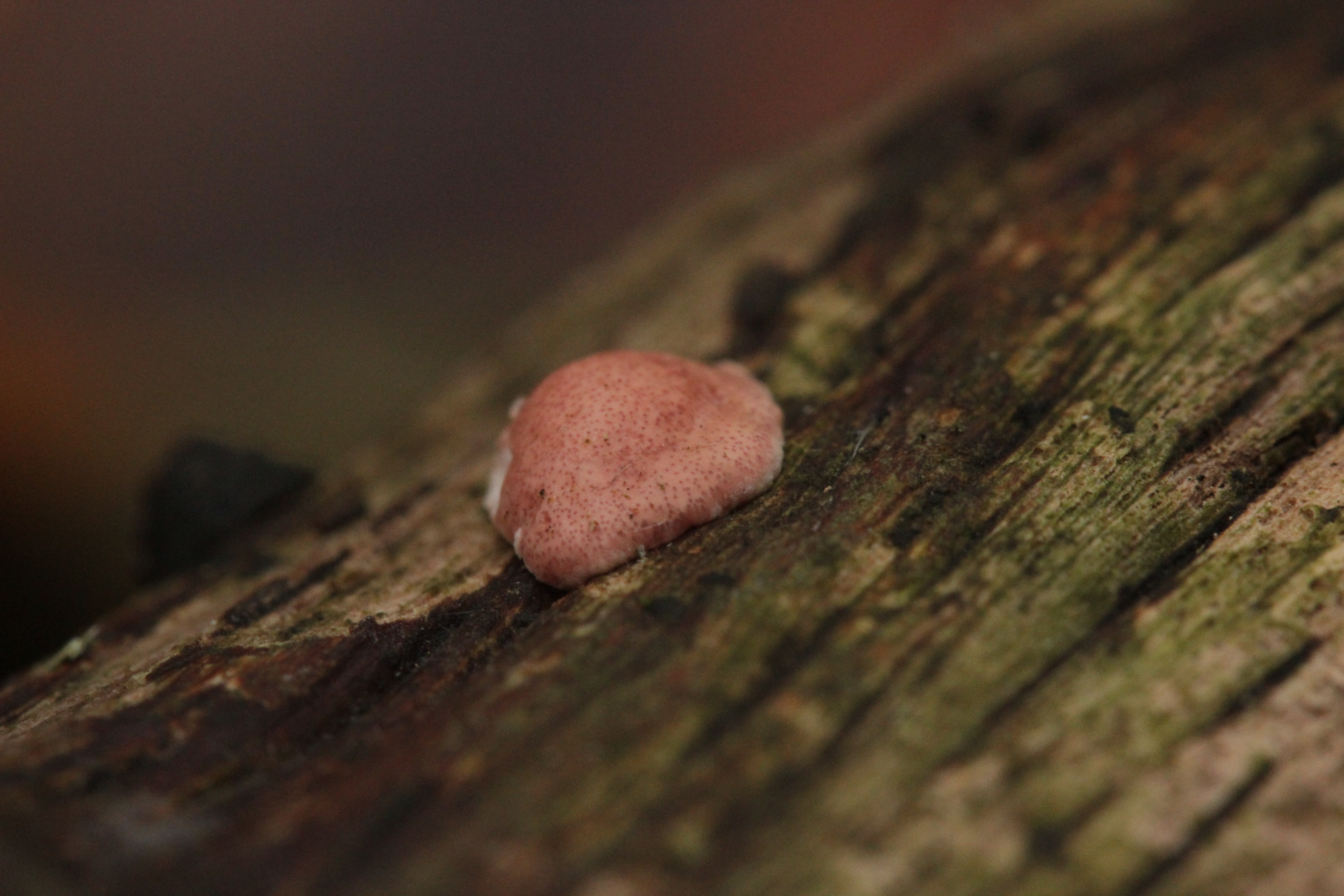
Hypocrea rufa
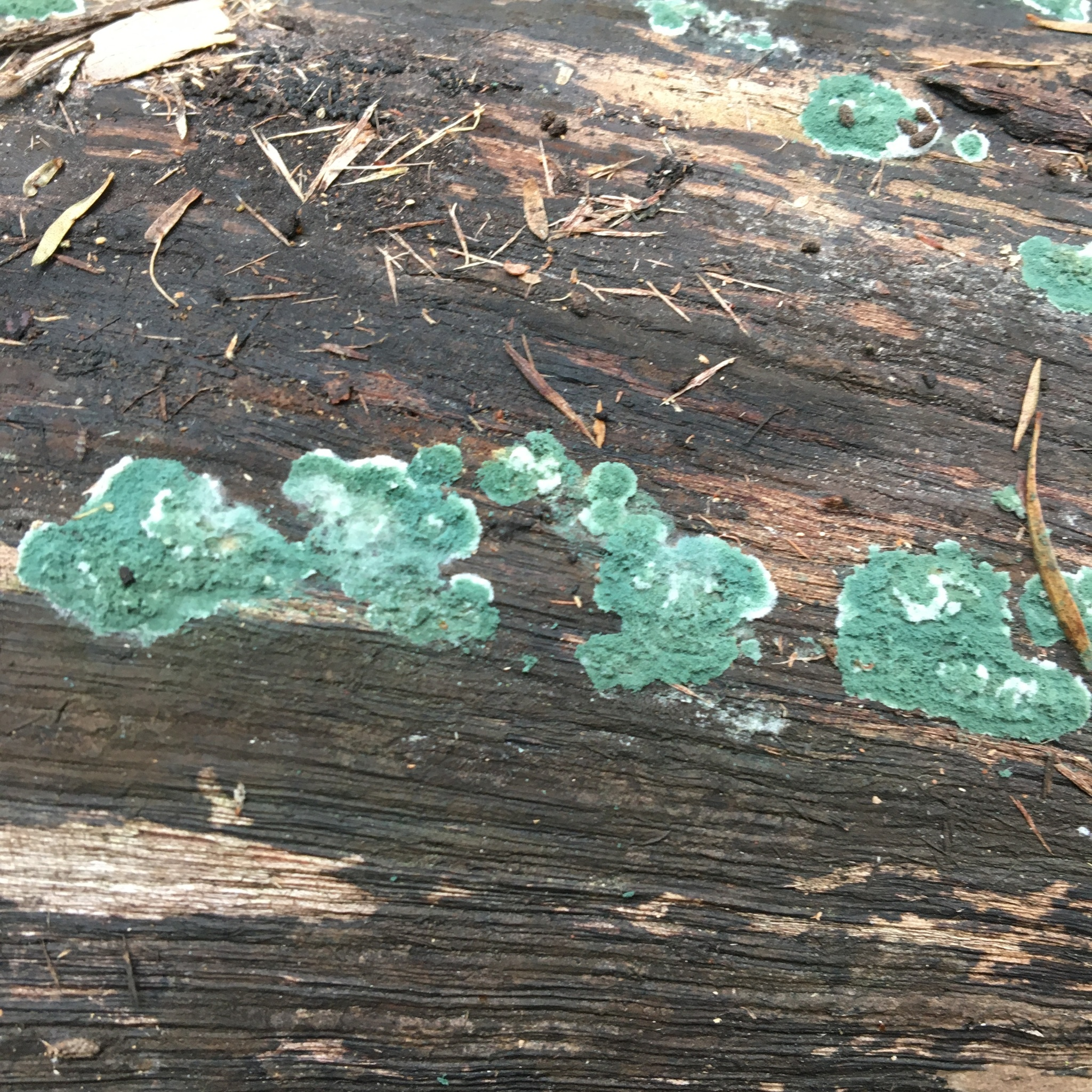
Trichoderma viride (anamorfa prve uvedené)
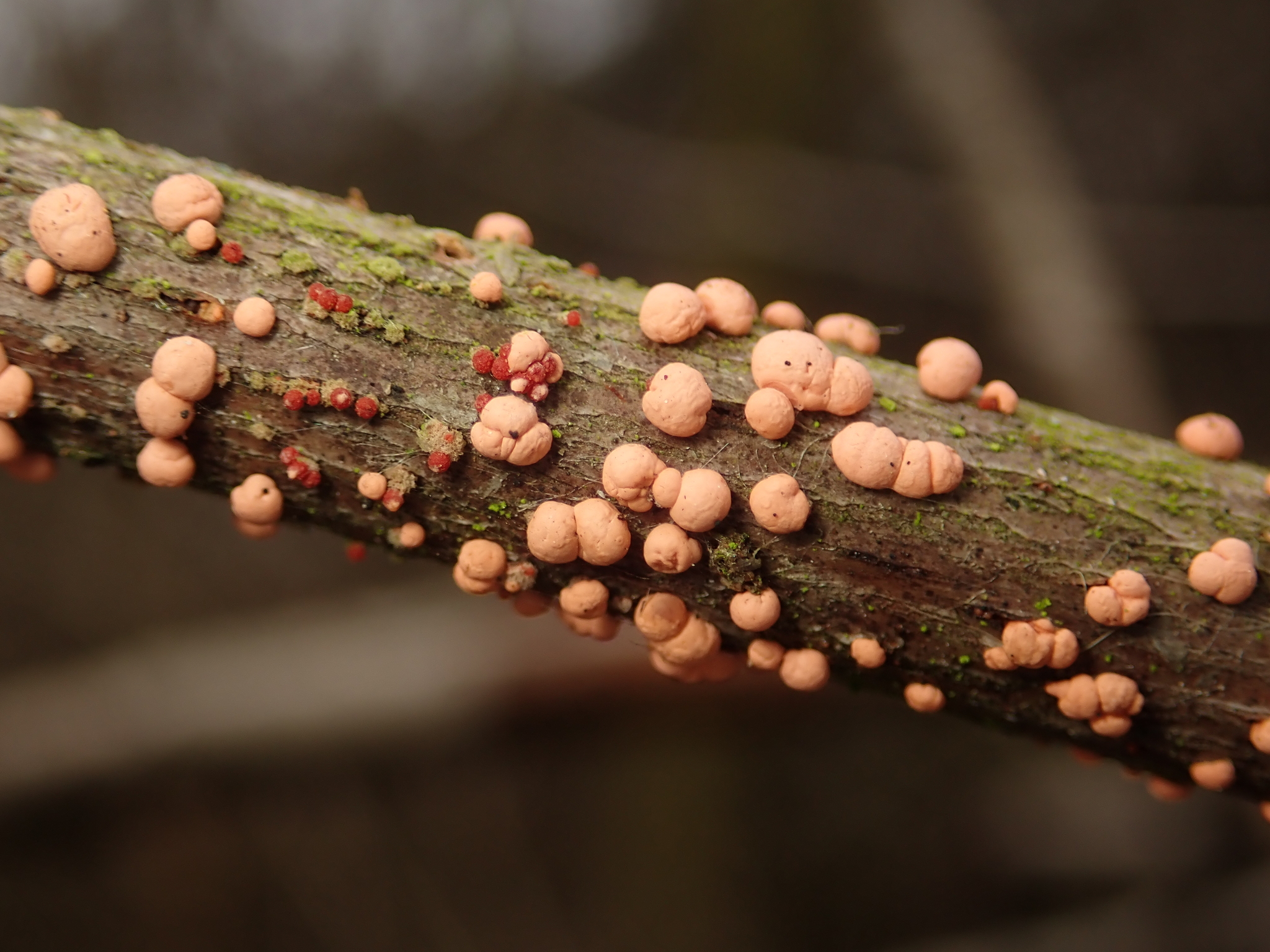
Nectria cinnabarina
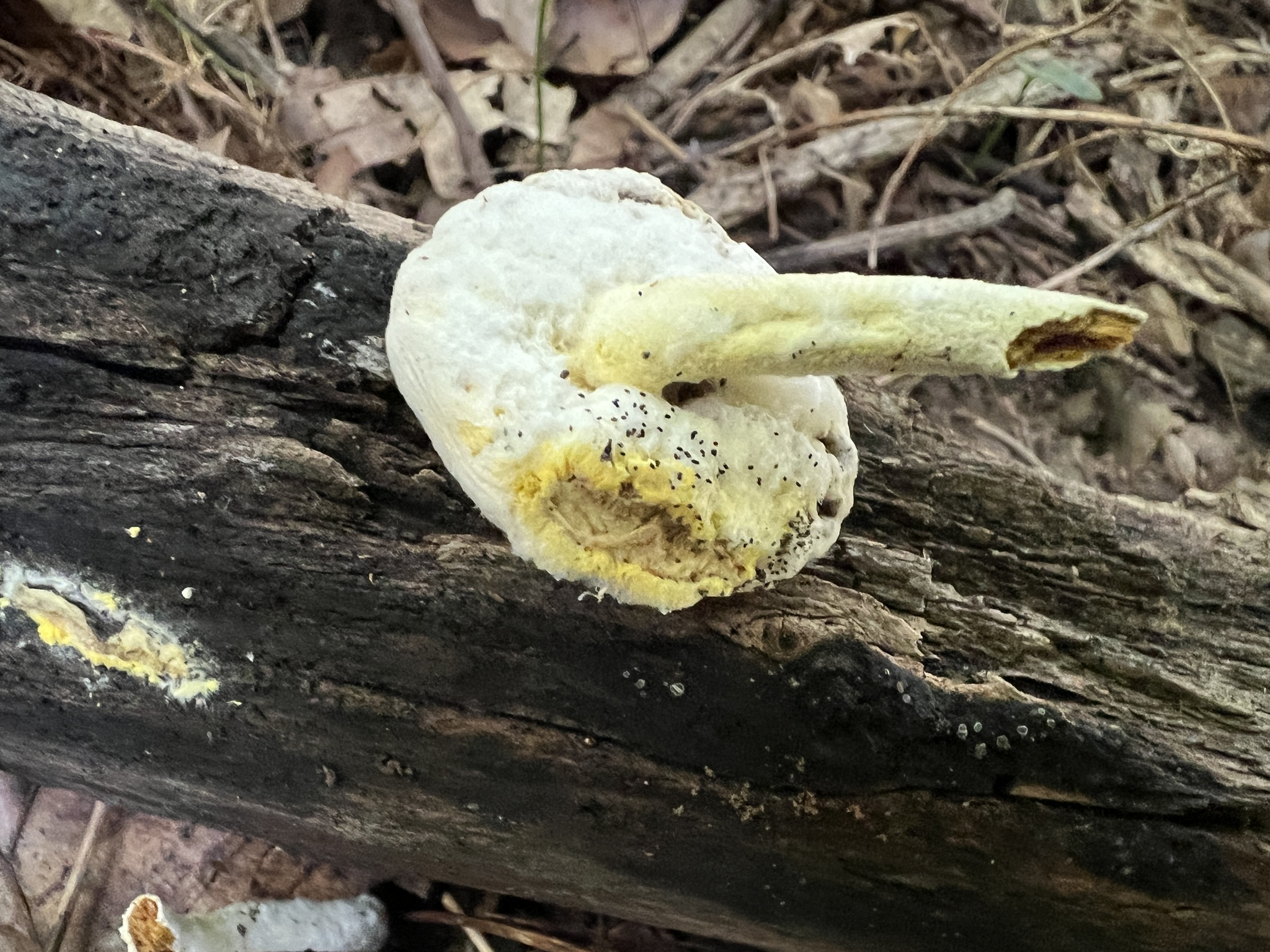
Plodnice napadená Hypomyces chrysospermus (resp. Sepedonium chrysospermum)
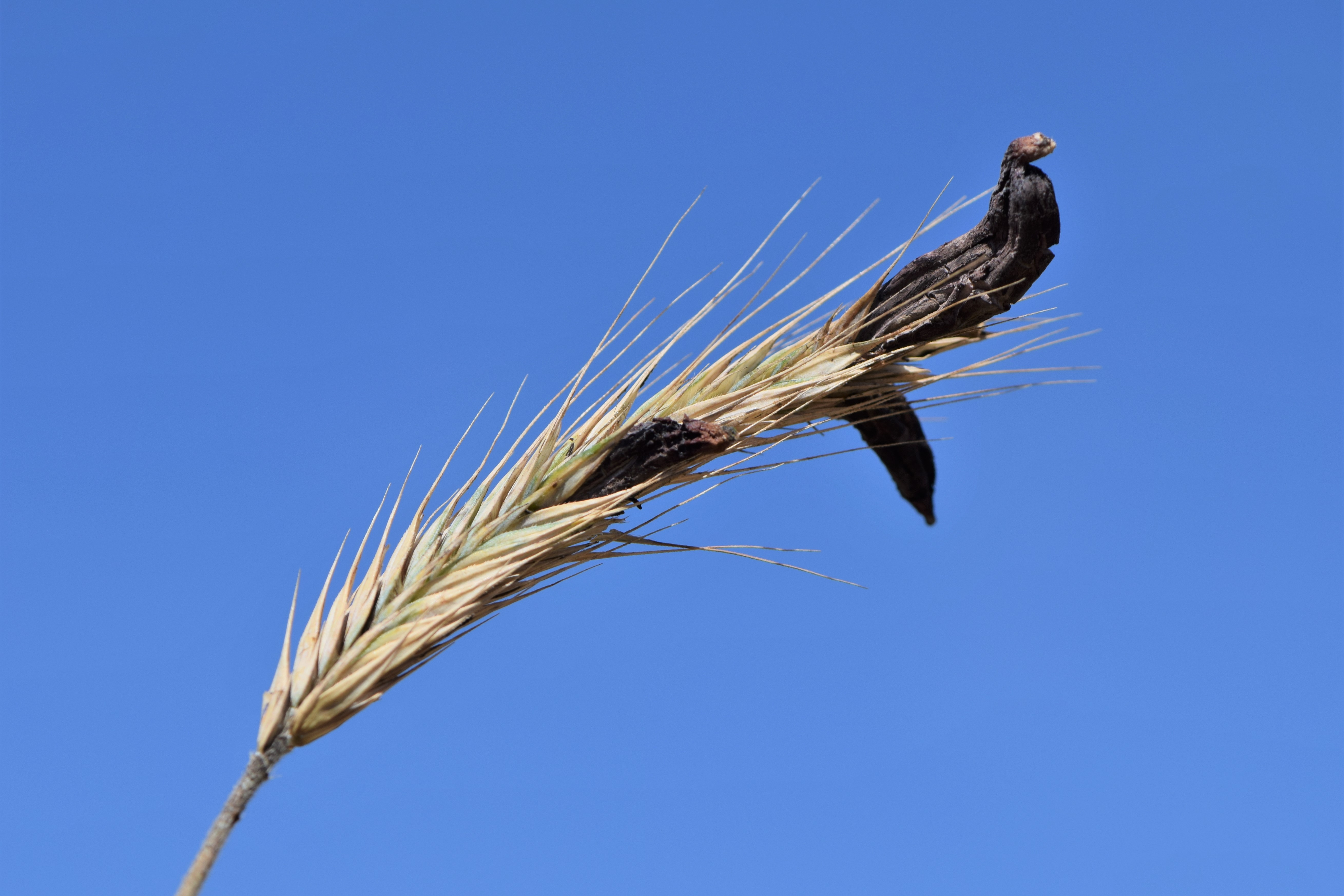
Klas infikovaný Claviceps purpurea
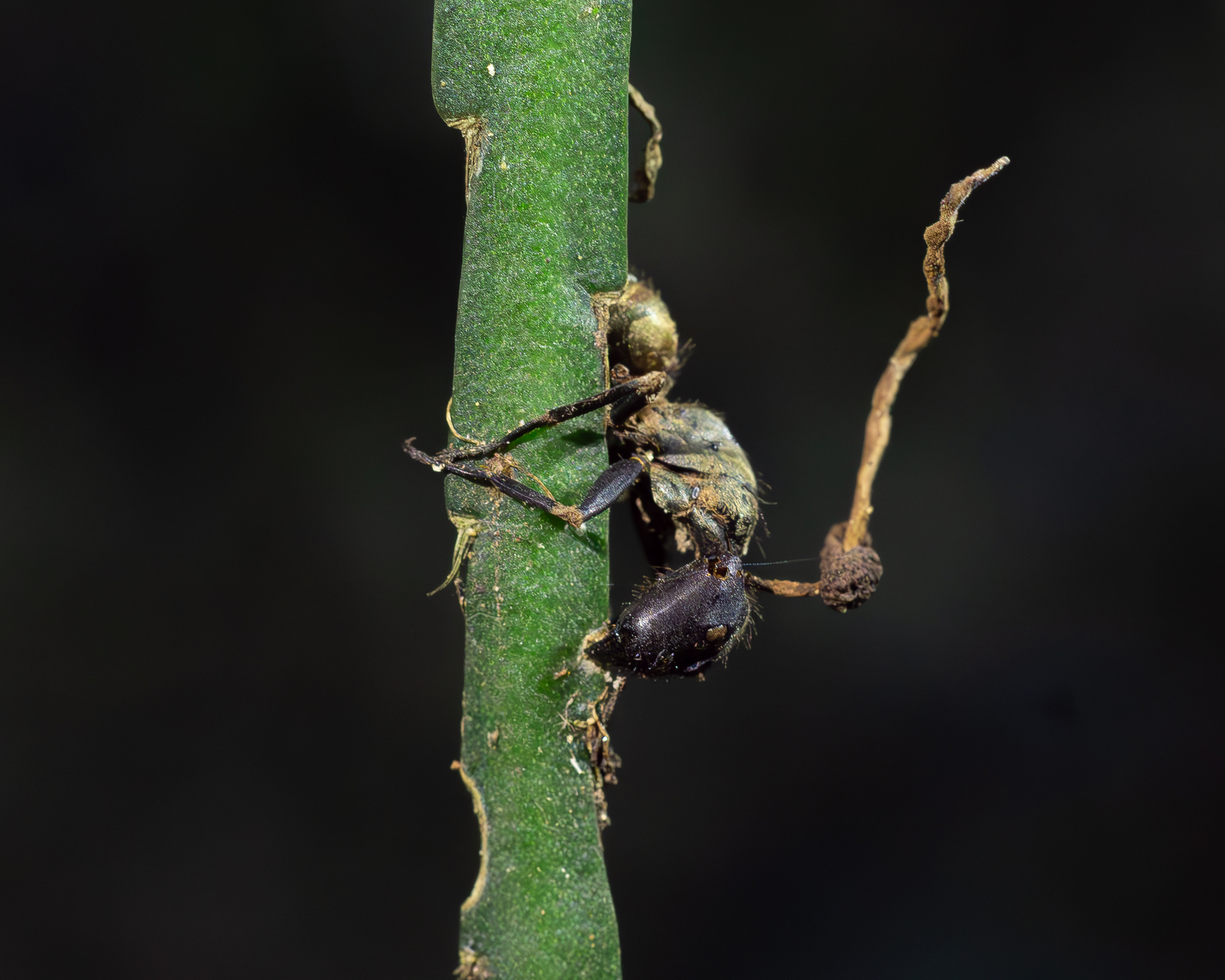
Mravenec infikovaný Ophiocordyceps unilateralis